# قرقف المستنقعات (جنس)
قرقف المستنقعات (باللاتينية: Poecile) هو جنس من الطيور ينتمي لفصيلة القرقف. وينتمي له 13-15 نوع، متوزع حول أمريكا الشمالية، وأوروبا، وآسيا. وتسمى الأنواع التي تتواجد في أمريكا الشمالية بطيور القرقف الأمريكي (Chickadee). في السابق كان يصنف هذا الجنس كجنيس تابع لجنس القرقف، ولكن تم التعامل معه كجنس مستقل من قبل جمعية علم الطيور الأمريكية، وقد قبل بشكل واسع، ودعمته فحوصات الحمض النووي.

## الأنواع
يدخل ضمن هذا الجنس خمسة عشرة نوعاً:
- قرقف أبيض الحواجب، Poecile superciliosus
- قرقف حزين، Poecile lugubris
- قرقف بير ديفيد، Poecile davidi
- قرقف المستنقعات، Poecile palustris
- قرقف جرجاني، Poecile hyrcanus
- قرقف أسود الصدر، Poecile hypermelaenus
- قرف الصفصاف، Poecile montanus
  - قرقف سونجار، Poecile montanus songarus - أحد النويعات المُعترف بها.
- قرقف سيتشوان، Poecile weigoldicus
- قرقف كارولاينا، Poecile carolinensis
- قرقف أسود الرأس، Poecile atricapillus
- قرقف الجبال، Poecile gambeli
- قرقف المكسيك، Poecile sclateri
- قرقف رمادي اللون، Poecile cinctus
- قرقف الشمال، Poecile hudsonicus
- قرقف أصهب ، Poecile rufescens